# Adam DeVine
Adam DeVine, właściwie Adam Patrick DeVine (ur. 7 listopada 1983 w Waterloo) – amerykański aktor, komik, scenarzysta, producent i piosenkarz.

## Wczesne lata
Przyszedł na świat w miejscowości Waterloo w stanie Iowa, jako syn Dennisa i Penny DeVine’ów. Kiedy miał dziesięć lat, razem z resztą rodziny przeprowadził się do miasta Omaha w Nebrasce. Uczęszczał do Orange Coast College.
W czerwcu 1995, gdy miał jedenaście lat, został potrącony przez ciężarówkę. Wskutek wypadku zapadł w dwutygodniową śpiączkę, miał złamane wszystkie kości w obu nogach i zapadnięte płuco. Przeszedł ponad dwadzieścia sześć operacji i przez kilka lat musiał poruszać się na wózku inwalidzkim.

## Kariera
W 2006 DeVine i jego przyjaciele, Blake Anderson, Anders Holm i Kyle Newacheck, utworzyli grupę komediową Mail Order Comedy. W kwietniu 2008 odbyła się premiera piosenki grupy pod tytułem „Wizards Never Die”, 1 kwietnia 2009 ukazał się ich album pod tytułem „Purple Magic”, zawierający czternaście utworów. 6 kwietnia wyemitowano pierwszy odcinek serialu Workaholics, w którym DeVine wcielił się w rolę Adama DeMampa.
W 2007 wcielił się w postać Alhorna w filmie Maminsynek, w 2013 zagrał Williama Wingera, przyrodniego brata głównego bohatera serialu Community. W 2012 zagrał Bumpera Allena w filmie Pitch Perfect. Za swój występ zdobył Teen Choice Award w kategorii „Najlepszy czarny charakter”. W 2015 powrócił do roli w filmie Pitch Perfect 2.
Pojawił się w materiałach promujących grę komputerową SimCity. W latach 2013–2017 użyczał głosu postaci Stefka Pizzy w serialu animowanym Wujcio Dobra Rada. W latach 2013–2016 prowadził program Adam DeVine’s House Party. W 2016 zagrał, u boku Zaca Efrona, w filmie komediowym pod tytułem Randka na weselu. W tym samym roku wystąpił w teledysku piosenki „She’s Out of Her Mind” zespołu Blink-182.
W 2018 zagrał główną rolę w filmie Gdy spotkaliśmy się pierwszy raz, w tym samym roku wcielił się w rolę Alexxxa w filmie Game Over, Man! i został producentem filmu Męska paczka.
W 2019 wcielił się w postaci Josha w filmie Jak romantycznie! i Kevina w serialu Prawi Gemstonowie.

## Życie prywatne
Wspiera organizację Children’s Miracle Network Hospitals, zajmującą się zbieraniem funduszy dla amerykańskich szpitali dziecięcych. Regularnie bierze udział w wycieczkach organizowanych przez United Service Organization, zapewniając rozrywkę personelowi wojskowemu na całym świecie.
W lutym 2015 zaczął spotykać się z, poznaną na planie filmu Dziewczyny śmierci, Chloe Bridges. 24 października 2019 ogłosił na Instagramie, że zaręczył się z Bridges.

## Filmografia

### Filmy
| Rok  | Tytuł                                         | Rola                       | Reżyser                     | Dodatkowe informacje                                     |
| ---- | --------------------------------------------- | -------------------------- | --------------------------- | -------------------------------------------------------- |
| 2007 | Maminsynek                                    | Alhorn                     | Tim Hamilton                |                                                          |
| 2008 | 420 Special: Attack of the Show! from Jamaica | Bull Doozer                | Kyle Newacheck              |                                                          |
| 2009 | Ratko: The Dictator’s Son                     | Chris                      | Savage Steve Holland        |                                                          |
| 2011 | The Legend of Awesomest Maximus               | Efor 1                     | Jeff Kanew                  |                                                          |
| 2012 | Pitch Perfect                                 | Bumper Allen               | Jason Moore                 |                                                          |
| 2014 | Sąsiedzi                                      | Gracz w piwnego ping ponga | Nicholas Stoller            | Cameo                                                    |
| 2015 | Dziewczyny śmierci                            | Kurt                       | Todd Strauss-Schulson       |                                                          |
| 2015 | Pitch Perfect 2                               | Bumper Allen               | Elizabeth Banks             |                                                          |
| 2015 | Praktykant                                    | Jason                      | Nancy Meyers                |                                                          |
| 2016 | Epoka lodowcowa: Mocne uderzenie              | Julian                     | Galen T. Chu Mike Thurmeier | Dubbing                                                  |
| 2016 | Randka na weselu                              | Mike Stangle               | Jake Szymanski              |                                                          |
| 2016 | Dlaczego on?                                  | Tyson Modell               | John Hamburg                |                                                          |
| 2016 | Teenage Mutant Ninja Turtles: Don vs. Raph    | Raphael                    | Sung Jin Ahn                |                                                          |
| 2017 | Lego Batman: Film                             | Flash                      | Chris McKay                 | Dubbing                                                  |
| 2018 | Gdy spotkaliśmy się pierwszy raz              | Noah Ashby                 | Ari Sandel                  | Także jako współautor scenariusza i producent wykonawczy |
| 2018 | Game Over, Man                                | Alexxx                     | Kyle Newacheck              | Także jako producent                                     |
| 2019 | Jak romantycznie!                             | Josh                       | Todd Strauss-Schulson       |                                                          |
| 2019 | Jexi                                          | Phil                       | Jon Lucas Scott Moore       |                                                          |

### Seriale
| Rok       | Tytuł                                       | Rola                  | Dodatkowe informacje                                              |
| --------- | ------------------------------------------- | --------------------- | ----------------------------------------------------------------- |
| 2006-2008 | Crossbows & Mustaches                       | Steve Wolf/Steve Jobs | Także jako scenarzysta i producent wykonawczy; dziesięć odcinków  |
| 2007      | Nick Cannon Presents: Short Circuitz        | Teen                  | Odcinek „1.1”                                                     |
| 2007      | The Minor Accomplishments of Jackie Woodman | Toby                  | Odcinek „Dykes Like Us”                                           |
| 2008      | Special Delivery                            | On sam                | Odcinek „Strike a Pose”                                           |
| 2008      | The Dude’s House                            | On sam                | Także jako scenarzysta i producent wykonawczy; trzy odcinki       |
| 2008      | Frank TV                                    | Kelner/Jack Gerber    | Dwa odcinki                                                       |
| 2008      | 5th Year                                    | On sam                | Pięć odcinków                                                     |
| 2009      | Korporacja według Teda                      | Josh                  | Odcinek „Win Some, Dose Some”                                     |
| 2009      | Kim jest Samantha?                          | Tyler                 | Dwa odcinki                                                       |
| 2011      | Rozmowy w korku                             | Tobey                 | Odcinek „Stealth Bomber”                                          |
| 2011-2017 | Workaholics                                 | Adam DeMamp           | Główna rola; także jako scenarzysta i producent wykonawczy        |
| 2012      | Tron: Rebelia                               | Galt                  | Dubbing; odcinek „Tożsamość”                                      |
| 2013      | Community                                   | William Winger Jr.    | Odcinek „Kooperatywny eskapizm i relacje rodzinne”                |
| 2013      | Bogaci bankruci                             | Starsky               | Odcinek „Flight of the Phoenix”                                   |
| 2013      | Comedy Bang! Bang!                          | Nick                  | Odcinek „Sarah Silverman Wears a Black Dress with a White Collar” |
| 2013      | Super Fun Night                             | Jason                 | Odcinek pilotażowy                                                |
| 2013-2018 | Współczesna rodzina                         | Andy Bailey           | Dwadzieścia dwa odcinki                                           |
| 2013-2016 | Adam DeVine’s House Party                   | On sam                | Także jako scenarzysta i producent wykonawczy                     |
| 2013-2017 | Wujcio Dobra Rada                           | Stefek Pizza/Henry    | Dubbing; główna rola                                              |
| 2014      | Sanjay i Craig                              | Raska Boosh           | Dubbing; odcinek "Kerplunk’d!”                                    |
| 2014      | Amerykański tata                            | Christoff             | Dubbing; odcinek „Honey, I’m Homeland”                            |
| 2014-2017 | Penn Zero – bohater na pół etatu            | Boone Wiseman         | Dubbing; główna rola                                              |
| 2015      | Hell’s Kitchen                              | On sam                | Odcinek „17 Chefs Compete”                                        |
| 2015      | Steven Universe                             | Stefek Pizza          | Dubbing; odcinek „Zawołaj Wujcia”                                 |
| 2015      | Sin City Saints                             | Matty                 | Odcinek „You Booze, You Lose”                                     |
| 2015      | Drunk History                               | Pavel Belyayev        | Odcinek „Space”                                                   |
| 2018      | Vampirina                                   | Poltergeist Pat       | Dubbing; odcinek „Home Scream Home”                               |
| 2019      | Kto zje zielone jajka sadzone?              | Sam I Am              | Dubbing; główna rola                                              |
| od 2019   | Prawi Gemstonowie                           | Kelvin Gemstone       | Główna rola                                                       |

### Teledyski
| Rok  | Tytuł                   | Wykonawca |
| ---- | ----------------------- | --------- |
| 2016 | „She’s Out Of Her Mind” | Blink-182 |
| 2019 | „California Snow”       | Weezer    |